# Tautas padome
A Tautas padome (Lett Nemzeti Tanács) egy ideiglenes tanács volt, amely 1918-ban kikiáltotta Lettország függetlenségét, majd ideiglenes parlamentként működött az Alkotmányozó gyűlés (Satversmes sapulce) megválasztásáig.
A Tautas padome 1918. november 7-én alakult két, lett szervezeteket tömörítő tanács összeolvadásából: az Ideiglenes Lett Nemzeti Tanács (Latvijas Pagaidu Nacionala padome vagy LPNP) és a Demokratikus Blokk (Demokratiskais bloks). Eredetileg a Tautas padoménak 40 tagja volt, akik a szélsőjobb és a szélsőbal (kommunista) kivételével a legjelentősebb politikai pártokat képviselték. Később 245 tagúra bővítették.
1918. november 18-án a Tautas padome kikiáltotta a független Lettországot, s az ideiglenes kormány elnöke Jānis Čakste, miniszterelnöke Kārlis Ulmanis lett. A Tautas padome ideiglenes parlamentként működött egészen 1920. május 1-jéig, amikor az Alkotmányozó gyűlést (Satversmes sapulce) megválasztották.